# High Frame Rate
High Frame Rate (también llamado Higher Frame Rate, traducido como tasa alta de fotogramas), abreviado como HFR, es una técnica de proyección cinematográfica alternativa a los tradicionales 24 o 25 fps.
Consiste en añadir fotogramas por segundo, grabado desde la cámara de cine, al emitir con fluidez en proyectores de cine o televisores. No hay que confundir con la filmación a cámara lenta ya que no se emite la fluidez, sino la ralentiza.
La técnica es empleada para solucionar la profundidad de campo en tomas amplias (efecto blur) y el desfase temporal en tomas con movimiento (efecto judder).

## Perspectiva
Los ojos pueden captar movimiento a partir de las transiciones de la luz o fotones. De forma similar a la transición del cine monocrómatico al de color, las pantallas necesitan una mayor frecuencia de muestreo para que el ojo del espectador pueda verla sin distorsiones ni parpadeos.
Thomas Alva Edison, inventor del quinetoscopio (algo similar al cine en casa), considera que el mínimo perceptible es a 46 cuadros por segundo. mientras que Peter Jackson considera que debe filmarse a 48 fps para generar realismo. Ang Lee, director de cine, referencia la filmación a 120 fps para ofrecer una mejor imagen estereoscópica. Según el cineasta James Kerwin, el humano puede percibir hasta 44 fps en un modo inconsciente.
Hasta entonces la televisión empleaba estándares NTSC y PAL para transmitir contenido en 50 a 60 imágenes por segundo respectivamente como telefilmes. Sin embargo, debido a exploración entrelazada algunas imágenes no se vieron correctamente por la presencia de artefactos. A inicios de la década de 2010 la televisión digital adoptó la etiqueta HD ready para quitar los artefactos al reproducir contenido en alta definición a 50 y 60 cuadros por segundo, por escaneo progresivo; sin embargo, la transmisión a 1080p (también HD ready) se limitaron a 24 a 30 fps, mientras que 1080i mantiene el ritmo de 50 y 60 cuadros con artefactos.
De forma similar el cine 3D aplicó la interpolación entre fotogramas rojos y azules para ser usados en gafas para aplicar profundidad con ambos colores. James Cameron, uno de los célebres representantes de la técnica del Cine 3D, propuso que la industria del cine se enfoque en mayor cantidad de cuadros, en una conferencia de 2011, para evitar el uso de gafas. El productor de Avatar Jon Landau también propone adoptar dicho formato.

## Historia
En la historia temprana del cine no había una velocidad de proyección estándar fijada. Ello tenía que ver con el uso en la cámara de una manivela en vez de un motor para mover la película, lo que generaba velocidades de grabación variables por la imposibilidad de mantener manualmente una velocidad perfectamente uniforme en el giro de la manivela de la cámara. Tras la introducción del sonido sincronizado a la grabación, los 24 fps se convirtieron en la velocidad estándar de captura y proyección de películas de Hollywood.
Uno de los primeros intentos en cambiar a 30 fps fue el formato Todd-AO con la película Oklahoma!. Más adelante, otras empresas probaron velocidades de grabación y reproducción mayores que la estándar: Showscan (c. 1970) que utiliza película de 70 mm a 60 fps, desarrollado por Douglas Trumbull, y Maxivision 48 (1999) un formato de reproducción a 48 fps de película de 35 mm.
Otros cineastas intentaron previamente usar un formato HFR para sus producciones, entre ellos James Cameron en las secuelas que está preparando para Avatar y Andy Serkis en su adaptación de Rebelión en la granja de George Orwell.

### Cine digital
Con la fama de proyectar películas en la pantalla gigante, se experimentó una variable en los cines IMAX, el IMAX HD. Consistió en duplicar la cantidad de fotogramas sin realizar otros cambios. La primera aparición fue en la Expo92 de Sevilla con la película canadiense Momentum. Otra fue en el parque temático Disney California Adventure con el atractivo Volando sobre California.
La trilogía de El hobbit de Peter Jackson, que empieza con la película El hobbit: un viaje inesperado en diciembre de 2012, ha empleado una velocidad de grabación y de proyección de 48 fotogramas por segundo. Con más de un centenar de salas de cine, se convirtió en la primera película de amplia difusión en hacerlo.
En la mayoría de las salas, sin embargo, la película fue adaptada y proyectada al estándar de 24 fps a causa de las limitaciones económicas y técnicas. Por el contrario, la versión 3D HFR de la segunda parte de la trilogía (El hobbit: la desolación de Smaug) sí se proyectó de forma masiva en 1000 salas de cines Estados Unidos como en otros países.
En 2017 Sony estrena Billy Lynn's Long Halftime Walk filmada en 120 fps en algunas salas de cine.

### Otros usos
En Youtube la primera serie web en popularizar el formato es Video Game High School. Aunque el vídeo mantuvo la restricción a 24 fps hasta 2014, ya que se limitaba en canales de videojuegos, en la página web de RocketJump se presentaron algunas escenas a 48 fps.
Big Buck Bunny, película realizada en Blender, es la primera en remasterizarse. A pesar de ser un cortometraje a 60 cuadros por segundo, fue nuevamente editado para verse en 3D con calidad 4K.
En 2015 Disney Research realiza el corto experimental Lucid Dreams of Gabriel para ajustar la tasa de cuadros. En 2016 Netflix publica el cortometraje Meridian para realizar pruebas con imágenes HDR en resolución 4K a 60 fps; la idea busca aumentar la estabilidad del vídeo sin sacrificar la calidad con el estándar Interoperable Master Format.

## Requerimientos técnicos
Para realizar tomas HFR el director de fotografía se encarga de aprovechar las tomas como si fueran fotos. Independientemente de una cámara casera, que puede grabar en cintas VHS con baja calidad, las marcas que incorporan por defecto la filmación en alta frecuencia son Red y Sony. La cinta Billy Lynn's Long Halftime Walk fue filmada con una Sony CineAlta F65 generando en total 7 terabytes de datos sin procesar.
Sin embargo, para transmitir más fotogramas se necesita un sistema compatible. Para el cine Christie Digital desarrolló su sistema de proyección láser de alta frecuencia. En 2015 se desarrolló un nuevo estándar para el cine en casa Ultra HD Blu-Ray (UHDBR) que soporta vídeos de alto contraste a 60 cuadros por segundo (2160p, 66 a 100 GB de capacidad). Anteriormente, el DVD y el Blu-Ray no admitieron reproducir las películas a 48 cuadros por segundo para ser visto en una televisión de alta definición.
Existen sucesores para implementar la mayor cantidad de fotogramas posible. El Holographic Versatile Disc (HVD) es un prototipo  de la década de 2000 de alta capacidad de almacenamiento (6TB), suficiente para ver vídeos con sonido evolvente, de mayor resolución y contraste sin compresión con pérdida. El conector HDMI 2.1 (2018) aumenta la banda ancha de datos entre el reproductor y la pantalla del televisor 4320p a 120 fps.

### Imitación
La interpolación de movimiento («motion smoothing») es una técnica de software usada para generar fotogramas visuales de forma artificial. Se complementa cuadros en plena sincronía con las originales Algunos televisores inteligentes con procesadores de señal incorporados y programas para PC (como SmoothVideo Project) permiten realizar esta interpolación en tiempo real, sin necesidad de posproducción.

## Crítica
Varias quejas al formato están relacionadas con la pérdida del «movimiento artístico» con los personajes o generando mareos a los espectadores. Mientras que algunos involucrados como Bryan Singer consideran como un avance de la resolución 4K, los críticos del cine tradicional expresaron molestias por parecerse a un videojuego, telenovela, obra teatral o un vídeo aficionado.